# Biernatzki
Biernatzki ist der Familienname folgender Personen:
- Hermann Biernatzki (1818–1895), Jurist, Landwirt und Landeskundler
- Johann Christoph Biernatzki (1795–1840), deutscher Pastor und Schriftsteller
- Johannes Biernatzki (1849–1935), deutscher Pastor und Kunsthistoriker
- Karl Biernatzki (1815–1899), deutscher Stifter und Schriftsteller
- Reinhart Biernatzki (1884–1948), deutscher Pädagoge
- Stanislaw Biernatzki (1830–1916), deutscher Kaufmann und Industrieller
- Wilhelm Biernatzki (1855–1940), deutscher Landwirt, Journalist und Verbandsfunktionär

Siehe auch:
- Biernatzki (Familie)
- Biernaski